# 444. п. н. е.

## Догађаји
- основан Турији